# 鬼ごっこ (漫画)
『鬼ごっこ』（おにごっこ）は、黒柾志西による日本の伝奇漫画作品。『月刊ComicREX』（一迅社）2006年3月号より2009年5月号まで連載された。全4巻。

## あらすじ
頼子（よりこ）は学校で、保健の先生に成りすましていた悪魔の部下に襲われる。追い詰められたところを救ったのはクラスメートである綺燐（きりん）であった。綺燐は兄である虚颯（こりゅう）と共に悪魔の部下を倒すと、自分の正体は鬼であると告げた。実は頼子は、その前夜も命を狙われ絶命しかけていた……。頼子の取り巻く状況は急変していく……

## 登場人物
頼子（よりこ）　
「継ぐ者」としての力を持つ少女。その力のために悪魔に狙われる。大人しい性格で胸が大きい。
綺燐（きりん）　
鬼の少女でクラスメート。虚颯の妹。妖怪組合に所属しており組合からの依頼で悪魔もしくはその部下を始末する仕事を受けている。戦闘において虚颯のツノを刀に変化させたのを武器に攻撃を受け持つ。頼子が「継ぐ者」としての力を持っていたため彼女を悪魔から守るためそのまま転校してくる。自分のプロポーションにコンプレックスを持っており、優れている者を敵視している。重度のブラコン。
虚颯（こりゅう）　
鬼の少年でクラスメート。綺燐の兄で寡黙。妖怪組合に所属している。戦闘においては綺燐のサポートを受け持つ。2本の角を持つ鬼。
理緒（りお）
頼子のクラスメートで友人。頼子に合う度にセクハラを仕掛ける。
サト
頼子のクラスメートで友人。
F（エフ）
悪魔の部下。学校の保健医に成り代わって頼子を襲ったが綺燐に殺された。

## 用語
継ぐ者
人間がまだ八百万の神々だったころの力を持つ人間。悪魔にその力を狙われている。
悪魔
「デーモン」「デビル」と呼ばれる存在。日本に進出してきており、日本の妖怪と対立している。
妖怪組合
日本の妖怪による組合。綺燐と虚颯が所属している組織。
餓鬼
妖怪の使い魔的な存在。戦闘の後始末をしたり、記憶の操作を受け持ったりする。

## 書誌情報等

### 単行本
黒柾志西 『鬼ごっこ』 一迅社〈REXコミックス〉、全4巻
- 第1巻、2006年11月9日発売、 ISBN 978-4-7580-6031-8
- 第2巻、2007年5月9日発売、 ISBN 978-4-7580-6049-3
- 第3巻、2008年5月9日発売、 ISBN 978-4-7580-6094-3
- 第4巻、2009年7月9日発売、 ISBN 978-4-7580-6155-1